# Von der Leyen (Seidenweberfamilie)

Stammwappen der Herren von der Leyen

Die Familie von der Leyen begründete mit der Seidenweberei die Textilindustrie in Krefeld, welche in ihrer Blütezeit im 18. Jahrhundert zu Weltruhm kam.
Ein Zweig der Familie wurde 1786 in den preußischen Adelsstand erhoben und in einer Linie 1816 zu preußischen Freiherren von der Leyen zu Bloemersheim. Letztere Linie ist bis heute auf Schloss Bloemersheim ansässig.

## Familiengeschichte der „von der Leyen“ in Krefeld
Die Stammreihe beginnt mit Peter von der Leyen, der 1579 in Radevormwald erwähnt wird, wo es bis heute den Ortsteil Leye gibt. Die Familie war mennonitischen Glaubens und betätigte sich als Posamentwirker und -händler. Während des Dreißigjährigen Krieges kam es dort 1638 erstmals zu einer Vertreibung von Mennoniten, darunter vorübergehend der Witwe Anna von der Leyen und ihres Sohnes Adolf. Nach dem Westfälischen Frieden 1648 verfolgte der katholische Herzog von Berg, Philipp Wilhelm von Pfalz-Neuburg, in seinem Herrschaftsbereich erneut Täufer und Mennoniten, so dass viele von ihnen flohen, darunter 1656 wiederum Adolf von der Leyen aus Radevormwald. Er siedelte nach Krefeld über, das unter der Herrschaft der calvinistischen Oranier stand und wo er den Handel mit Seidenwaren weiterführte.
1720 gründete Peter von der Leyen eine Firma zur Herstellung von Seidenbändern und Samtwaren und 1721/1724 begannen die Halbbrüder Friederich und Johann, Enkel Adolfs, zusätzlich mit der Färbung von Seidenwaren. Die Fabrik wurde – in Konkurrenz zu Kölner Betrieben – zu einem überregionalen Hersteller. Im Jahr 1731 gründeten die Brüder Friedrich und Heinrich eine neue Firma. 1763 arbeitete bereits die Hälfte der 6082 Einwohner Krefelds im Leyenschen Familienbetrieb, dazu viele Menschen aus umliegenden Ortschaften. 1768 wurden mehr als 3000 Arbeitskräfte beschäftigt und über 700 Webstühle betrieben, wobei ein Arbeitstag von 12 bis 18 Stunden die Regel war.

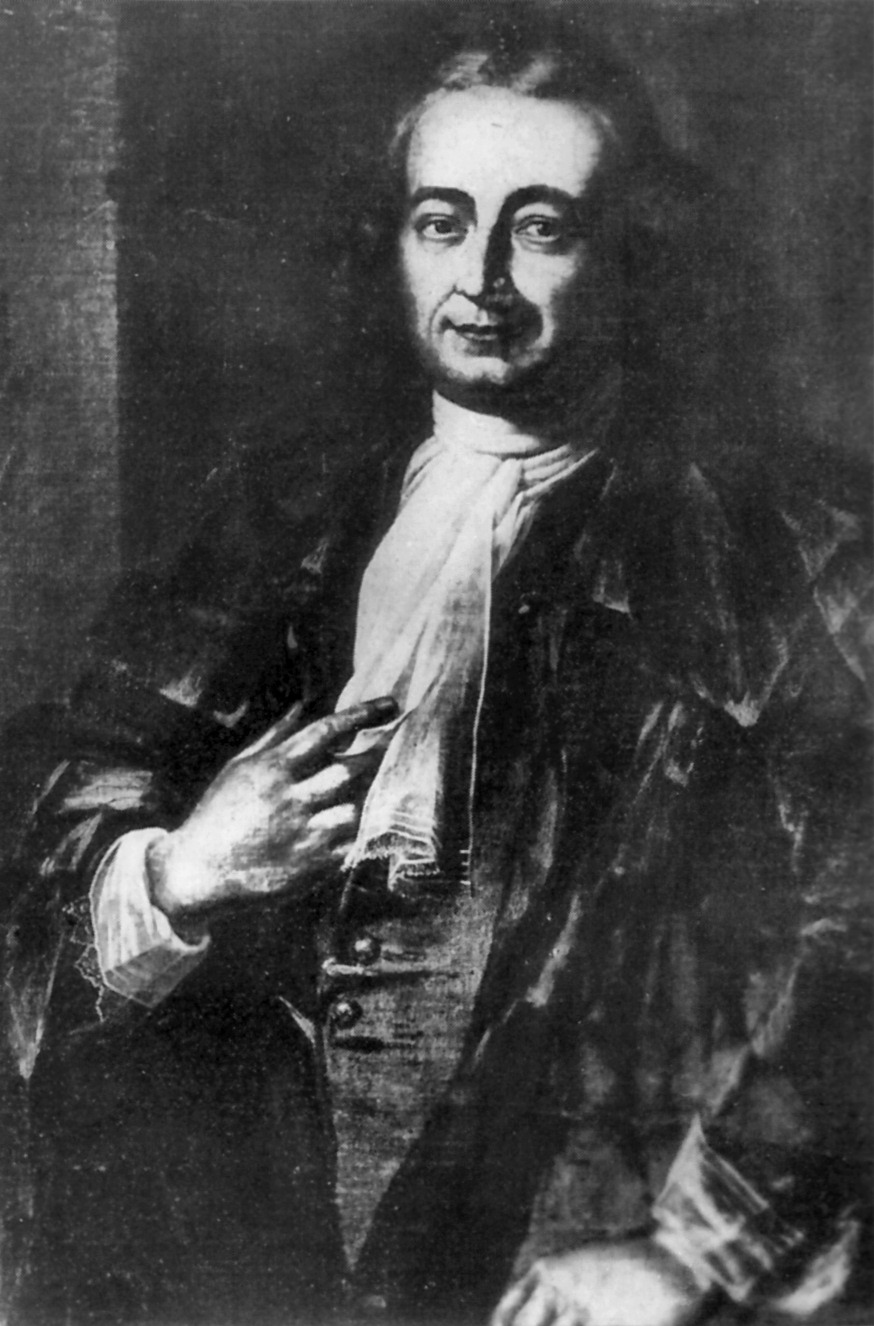
Peter von der Leyen (1697–1742)
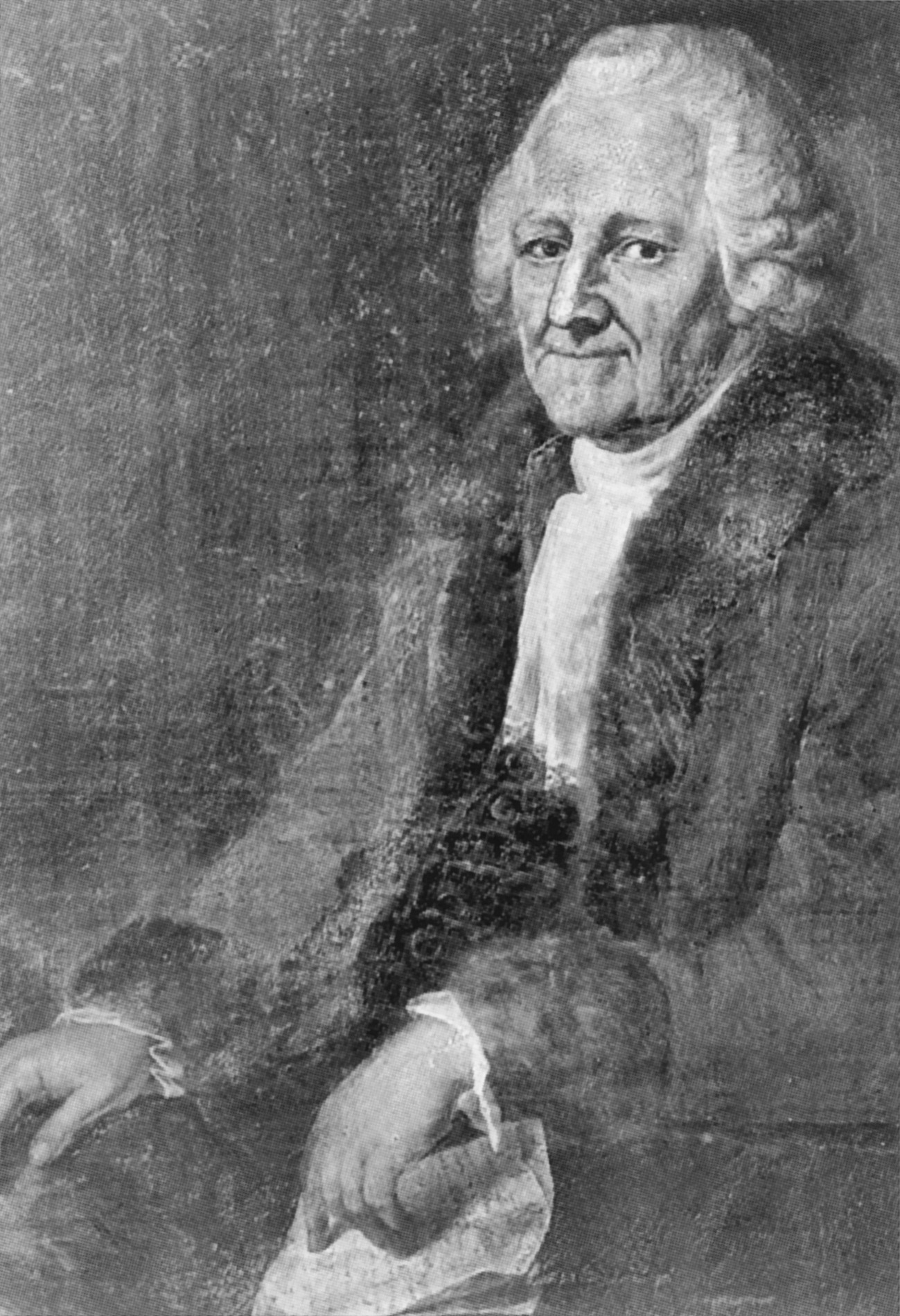
Friedrich von der Leyen (1701–1778)
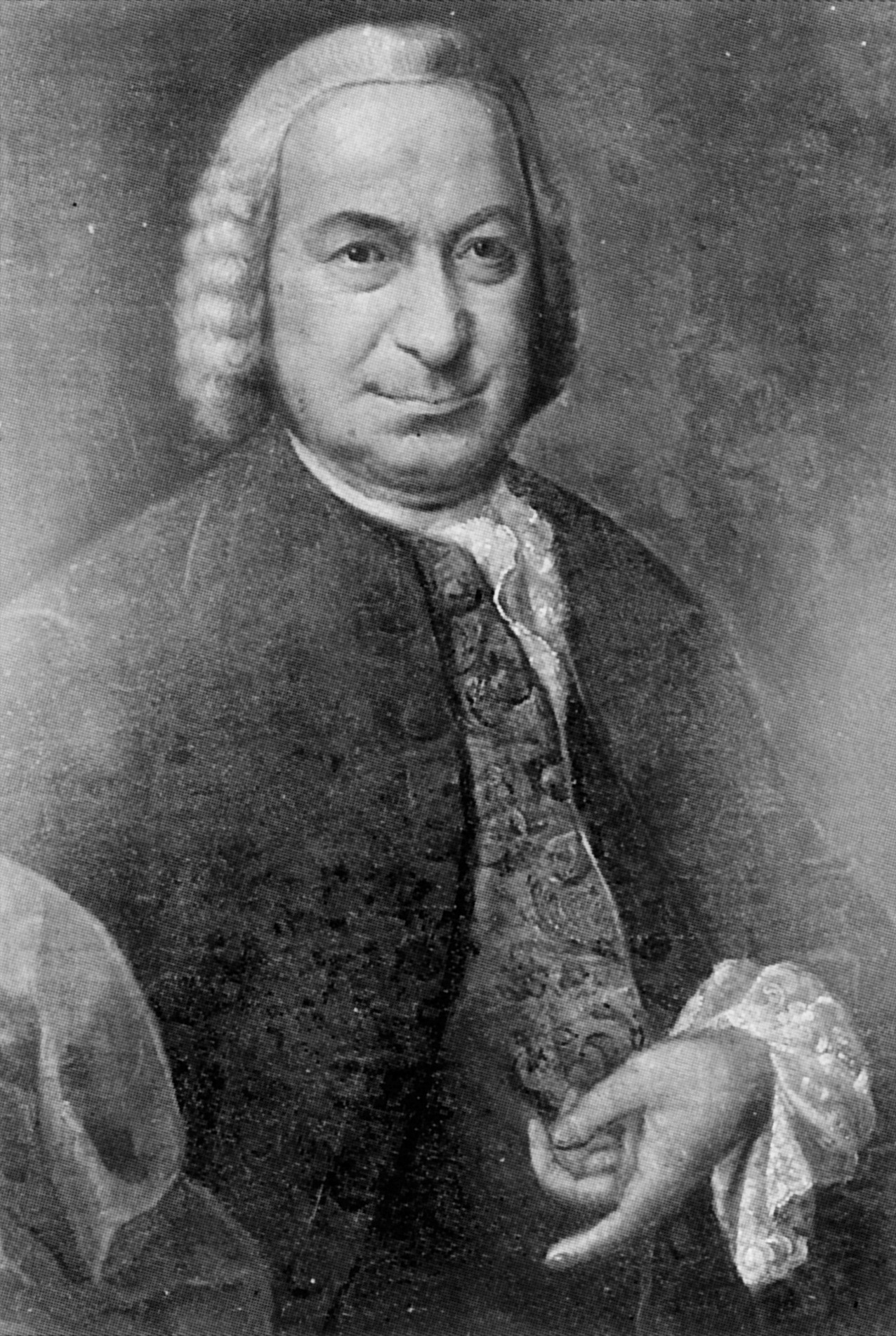
Heinrich von der Leyen (1708–1782)
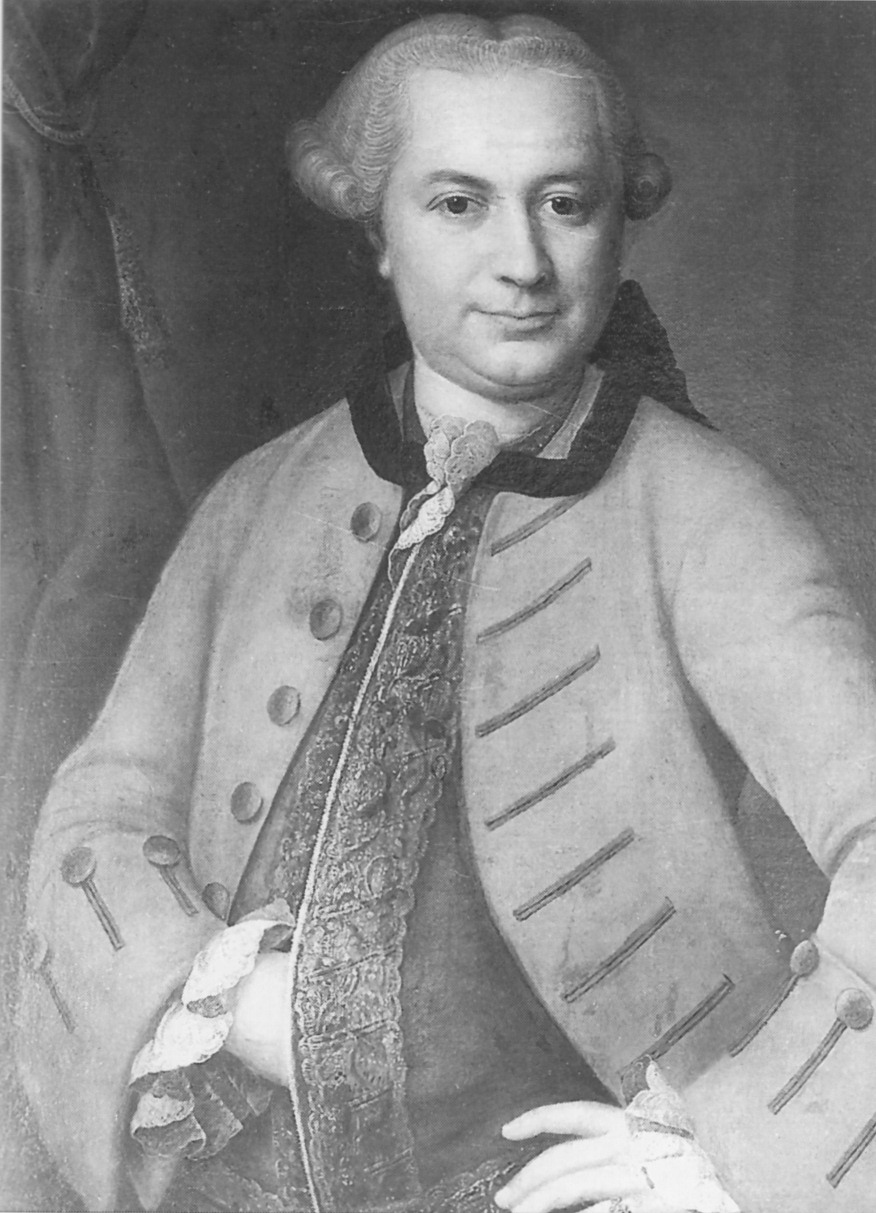
Friedrich von der Leyen (1732–1787)
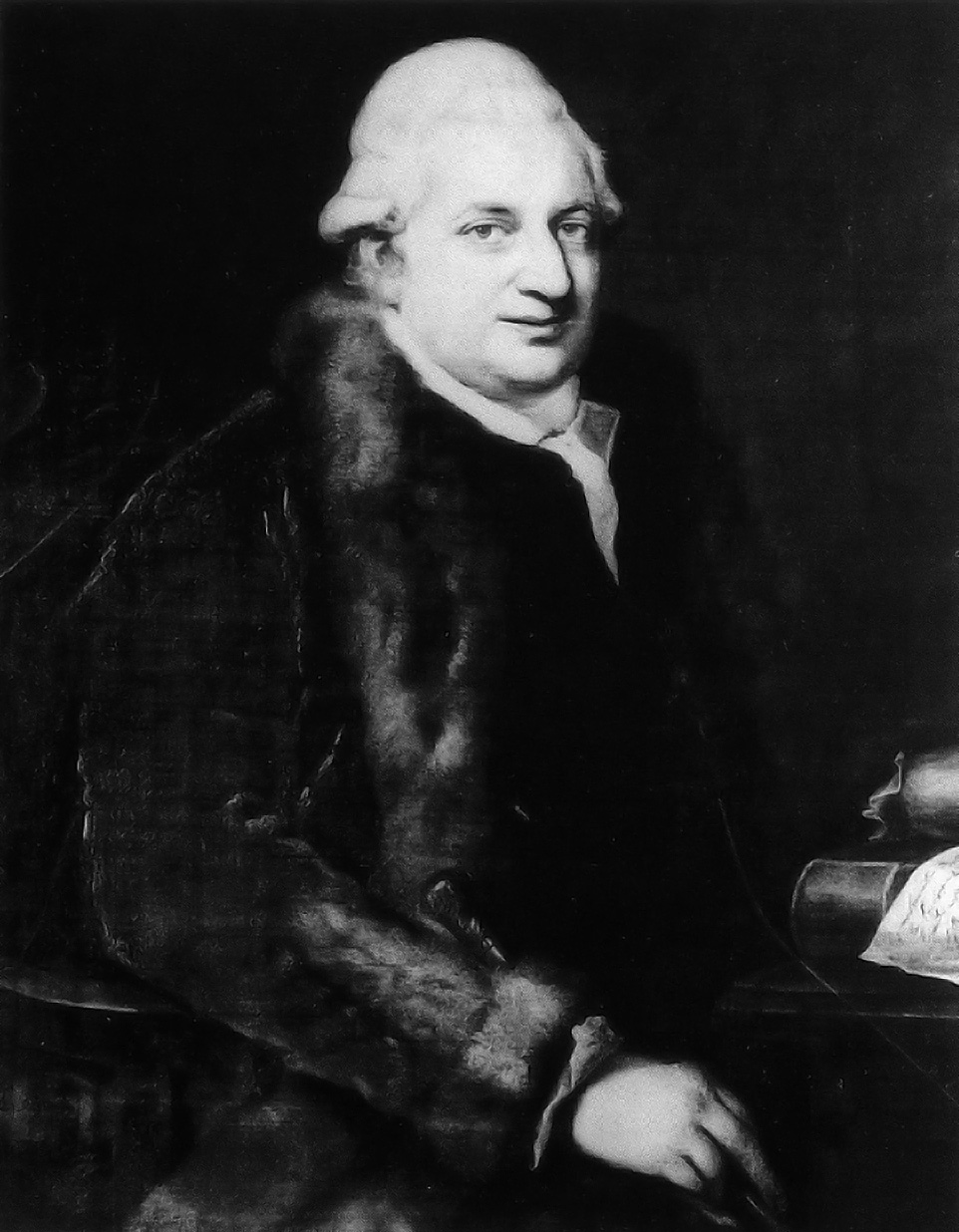
Conrad von der Leyen (1730–1797)
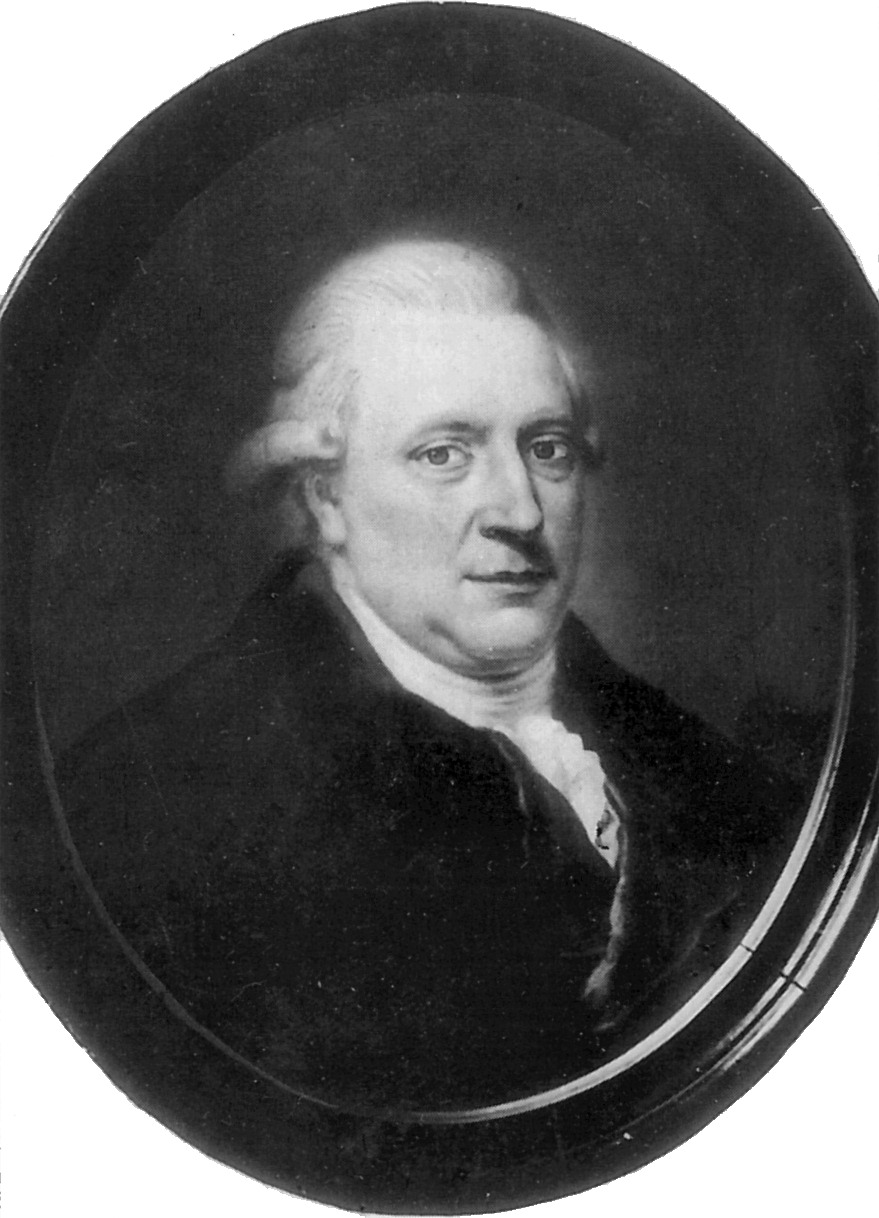
Johann von der Leyen (1734–1795)

Die Weltfirma „Friedrich und Heinrich von der Leyen“ hatte zahlreiche Privilegien inne, wie beispielsweise das preußische Seidenmonopol, und genoss auch sonst die Protektion durch die preußischen Könige Friedrich Wilhelm I. und Friedrich II. Der Letztere logierte mit seinem Stab nach dem Sieg über die Franzosen an der Hückelsmay im Juni 1758 bei den von der Leyens.
Die Familie errichtete in Krefeld zahlreiche Wohnhäuser und Fabrikgebäude, etwa an der Friedrichstraße, ferner das spätere Haus Floh 1766/76 für Johann von der Leyen (1734–1795) und von 1777 bis 1781 Haus Leyental (Leyentalstraße 1). Einige der Häuser überstanden die Zerstörungen des Zweiten Weltkriegs. 1760 wurde die „von der Leyensche Stiftung“ zur Unterstützung notdürftiger Mitglieder der Krefelder Mennonitenkirche gegründet. 1768 erhielt die Krefelder Mennonitengemeinde durch eine Schenkung der Familie eine erste Orgel. 1772 wurde bei Neukirchen-Vluyn das Haus Kiekhorst erworben und an seiner Stelle ein neuer Landsitz im Rokokostil errichtet, das seither Schloss Leyenburg heißt und 1832 klassizistisch erweitert und umgestaltet wurde. Es verblieb bis 2001 im Besitz der Familie.
Im Todesjahr Friedrichs des Großen, 1786, wurden die Brüder Conrad, Friedrich und Johann von der Leyen in den preußischen Adelsstand erhoben.

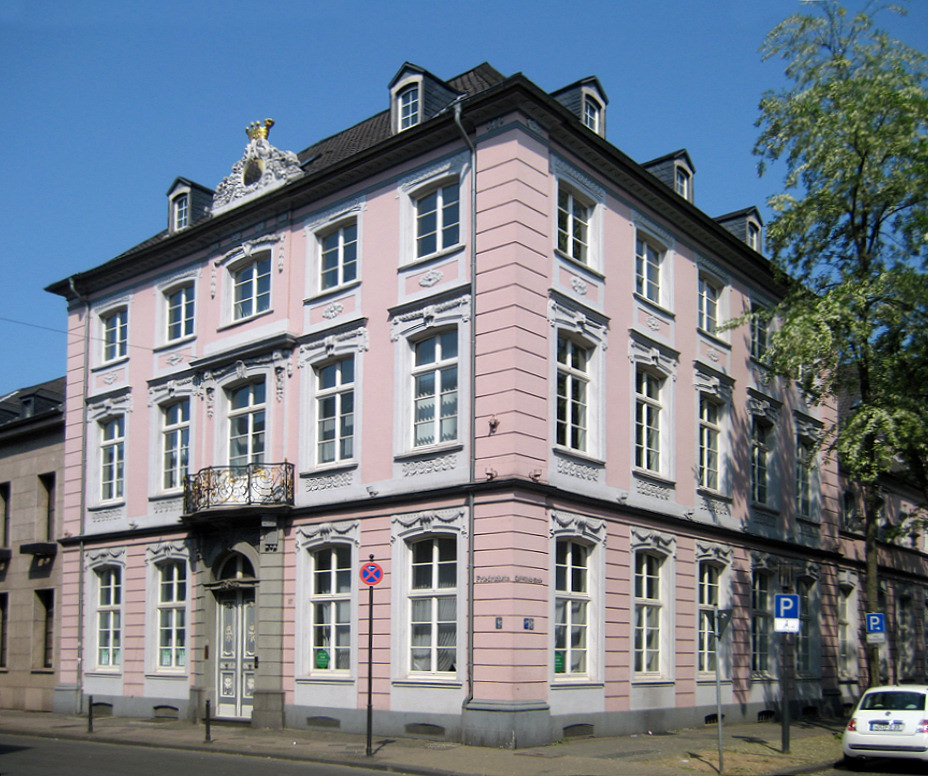
Haus Floh in Krefeld, erbaut 1766/76
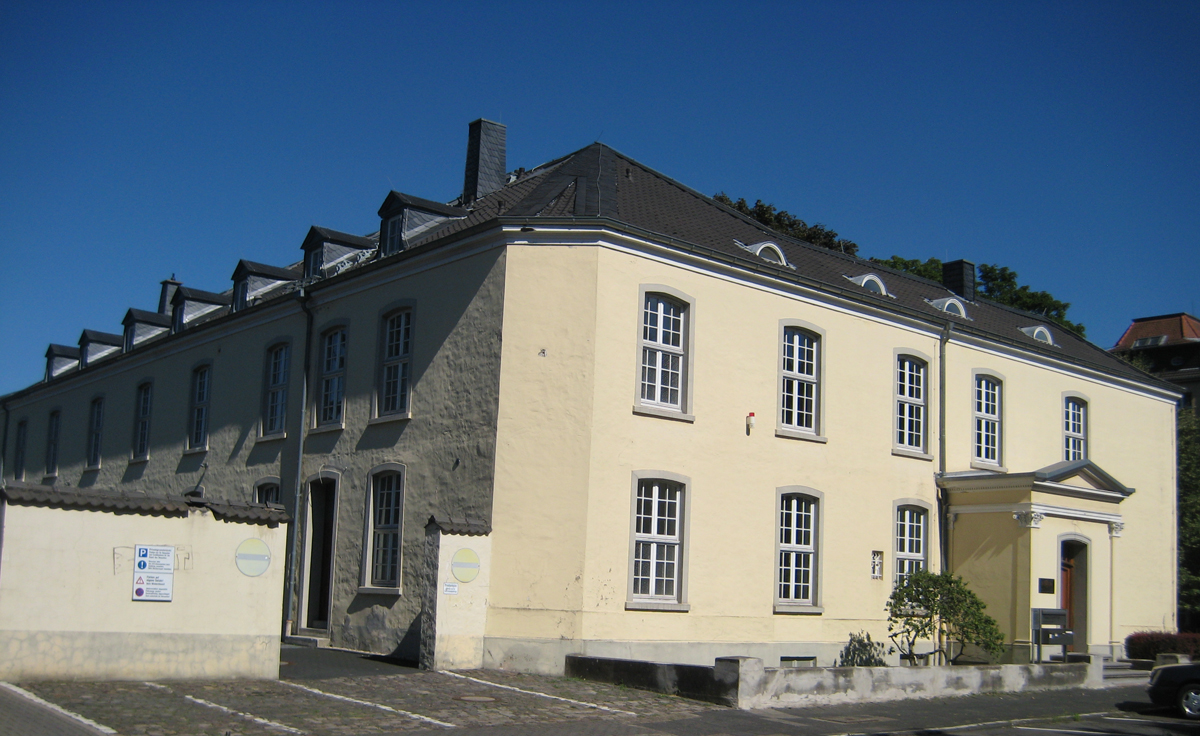
Haus Leyental, Krefeld, erbaut ab 1777
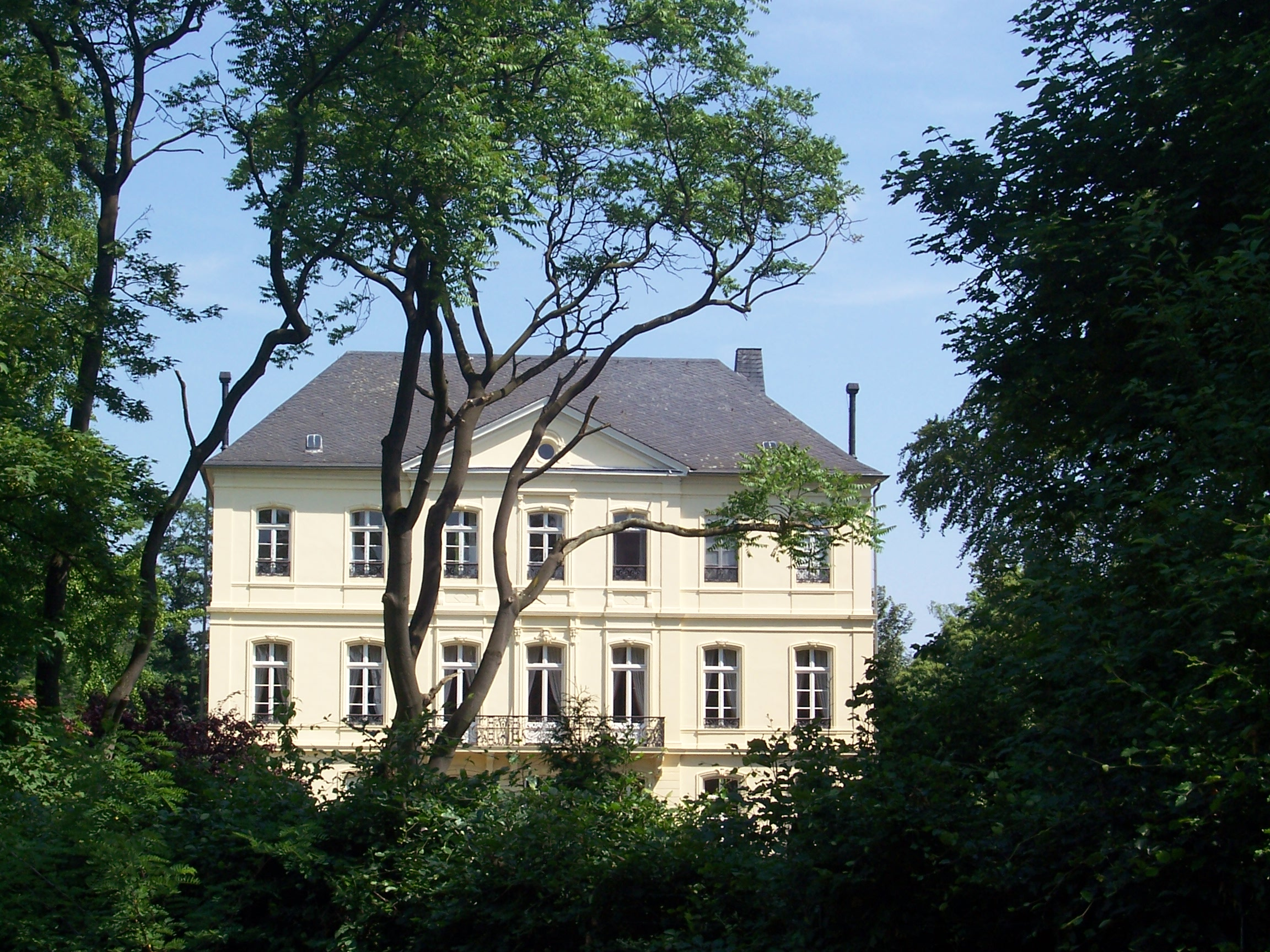
Schloss Leyenburg, erbaut ab 1772

1792 wurde Conrad von der Leyen während der ersten französischen Besetzung von General La Marlière mit mehreren weiteren prominenten Krefelder Bürgern als Geisel genommen, um der Stadt die Zahlung einer Kriegsauflage von insgesamt 300.000 Gulden abzupressen. Der Überlieferung nach konnte ein Großteil des Geldes dem General bei einem Kartenspiel von seinen Geiseln wieder abgenommen werden.

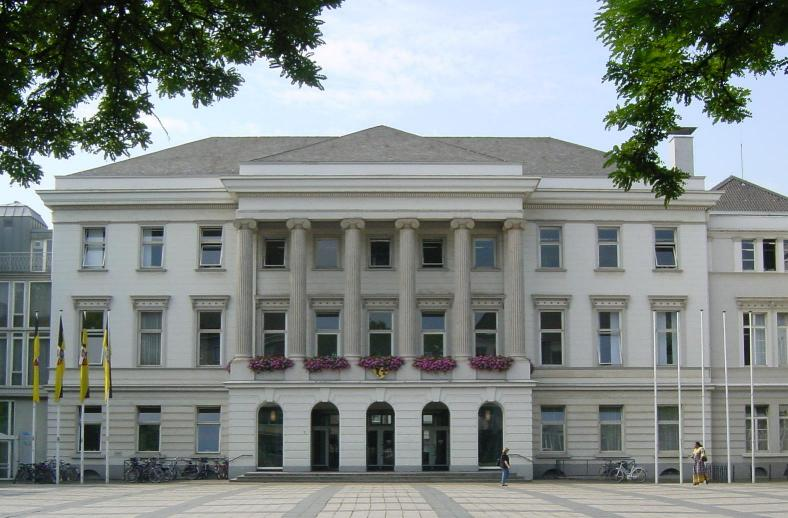
Kern des Krefelder Rathauses am Von-der-Leyen-Platz, erbaut 1794 als Wohnsitz für Conrad von der Leyen

Von 1791 bis 1794 ließ sich Conrad von der Leyen vom Baumeister Martin Leydel einen „kostbaren Wohnsitz“ am westlichen Stadtgraben bauen. Schon bald wird das Haus allgemein das Stadtschloss genannt; es erinnert an das zeitgleich (ab 1792) errichtete Weiße Haus, ist allerdings etwas größer; 1860 wurde es an die Stadt Krefeld verkauft und dient dieser bis heute als Rathaus. Der Platz vor dem Gebäude trägt den Namen Von-der-Leyen-Platz.
Im Oktober 1794 besetzten französische Revolutionstruppen Krefeld. Damit begann für die Krefelder Wirtschaft aufgrund hoher Kriegslasten und Steuern sowie der Unterbrechung der Handelswege eine außerordentlich schwere Zeit. Die preußischen Gebiete auf dem linken Rheinufer wurden 1795 von Frankreich annektiert.

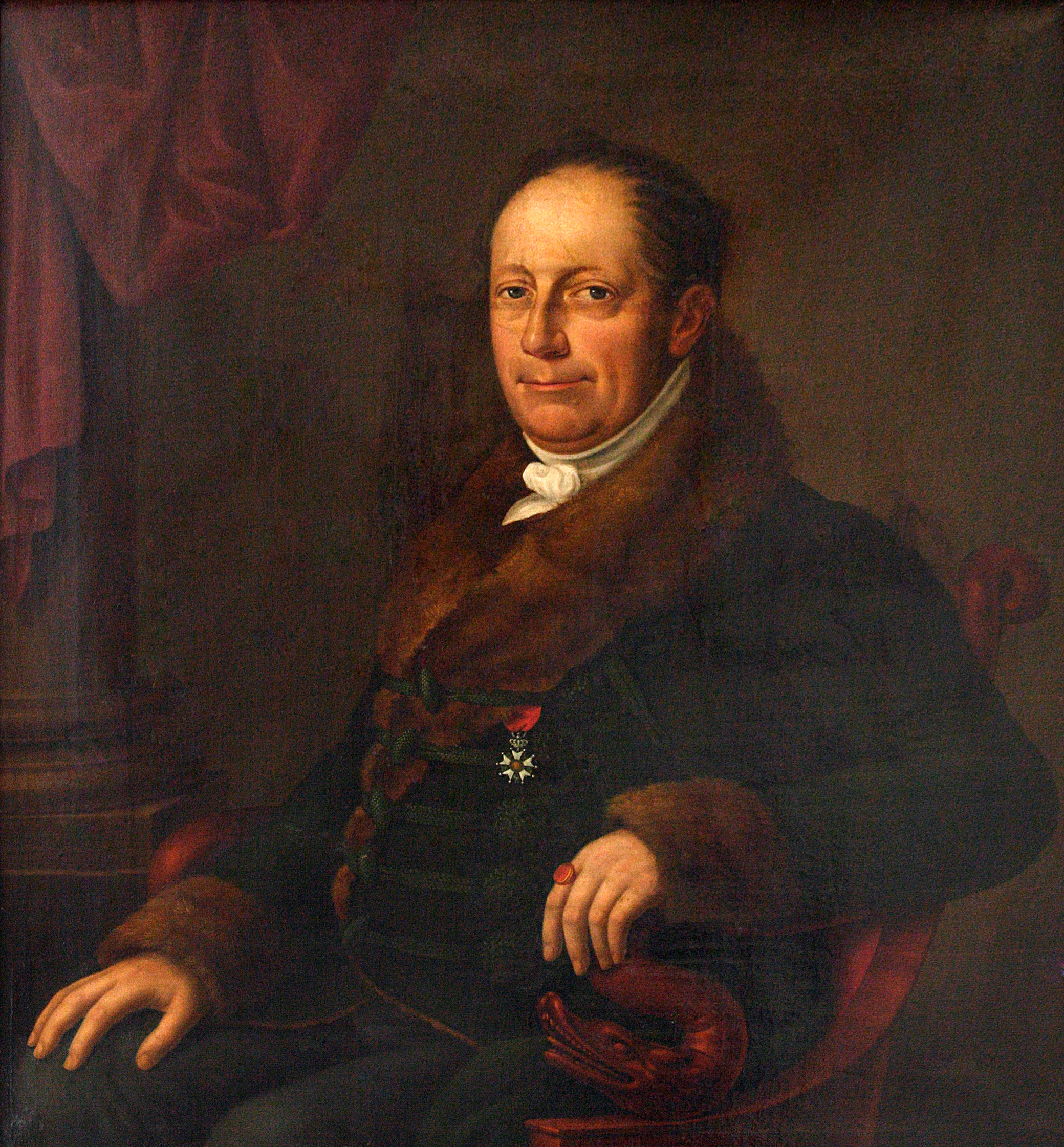
Friedrich Heinrich Freiherr von der Leyen (1769–1825), der Seidenbaron

1800 wurde Friedrich Heinrich von Friedrich (Name des Vaters) von der Leyen zum Bürgermeister von Krefeld. 1801 wurde Krefeld von Frankreich erobert und zum Hauptort des gleichnamigen Arrondissements im Département de la Roer gemacht. 1802 wurde die Gewerbefreiheit nach französischem Recht in Krefeld eingeführt. 1803 kaufte Friedrich Heinrich das Schloss Bloemersheim bei Neukirchen-Vluyn mit seinem kriegsgeschädigten Gutsbetrieb auf und nur ein Jahr später zudem das säkularisierte und zerstörte Klostergut Haus Meer in Meerbusch; beide sind bis heute im Besitz der Familie. Zeitgleich besuchte Napoléon Bonaparte Krefeld und wohnte beim Seidenbaron. Unter seinem Vorsitz als Bürgermeister wurde die Chambre consultative de manufactures, fabriques, arts et métiers, die heutige Industrie- und Handelskammer in Krefeld gegründet. 1805 wurde er Deputierter der gesetzgebenden Versammlung in Paris, 1813 zum  baron de l’Empire in der Noblesse impériale erhoben und 1816 auch in den preußischen Freiherrenstand mit dem Namen von der Leyen zu Bloemersheim. Nach dem Ende der Franzosenzeit und der Kontinentalsperre 1815 konnten die Firmen aber nicht mehr zu ihrer alten Blüte heranwachsen. 1825 starb Friedrich Heinrich.
1828 rebellierten Seidenweber des Unternehmens von der Leyen gegen Lohnkürzungen. Das 2. Westfälische Husaren-Regiment Nr. 11 schlug die Aufständischen nieder. Karl Marx bezeichnete den Krefelder Seidenweberaufstand als den „ersten Arbeiteraufstand der deutschen Geschichte“.

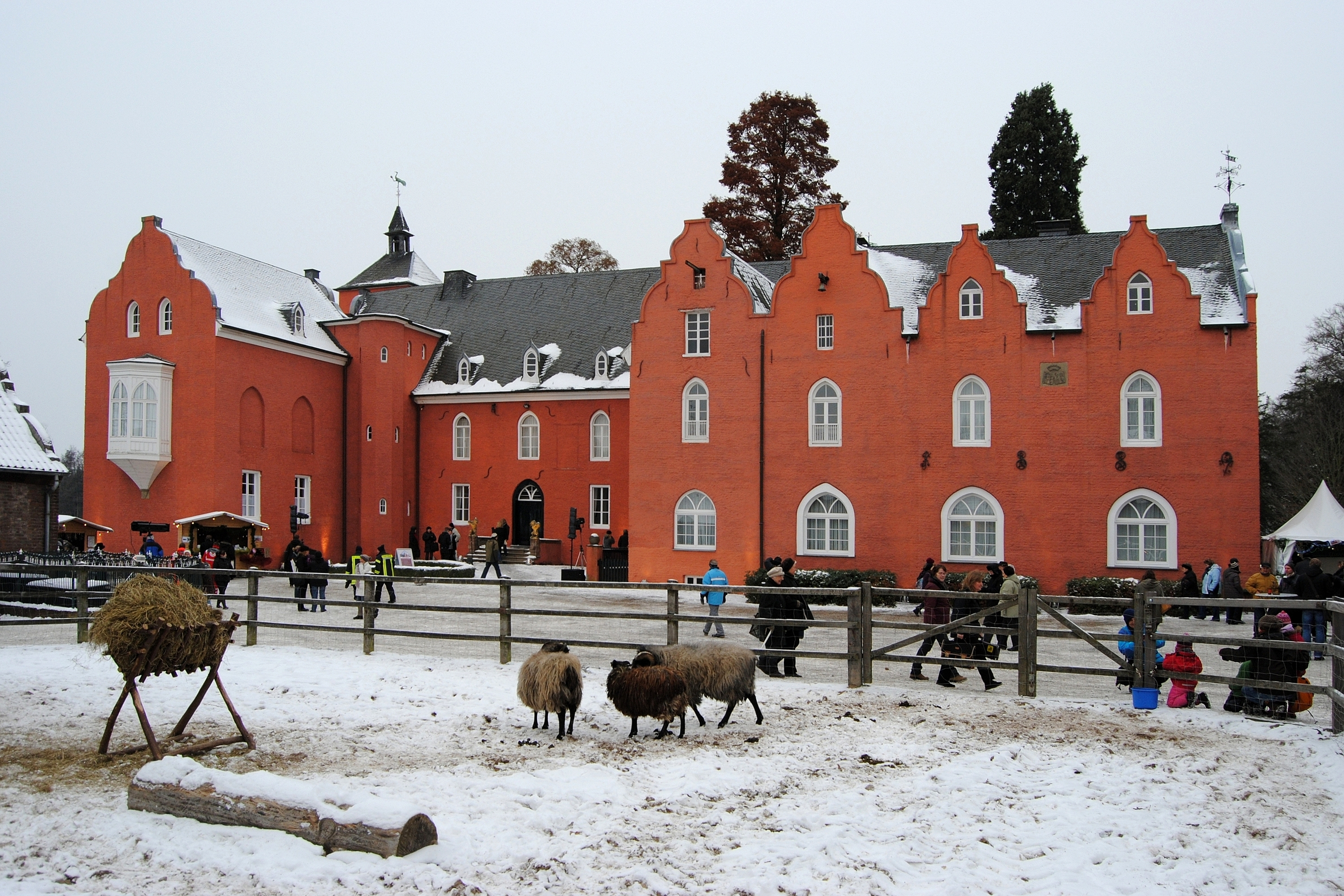
Schloss Bloemersheim, 1803 erworben
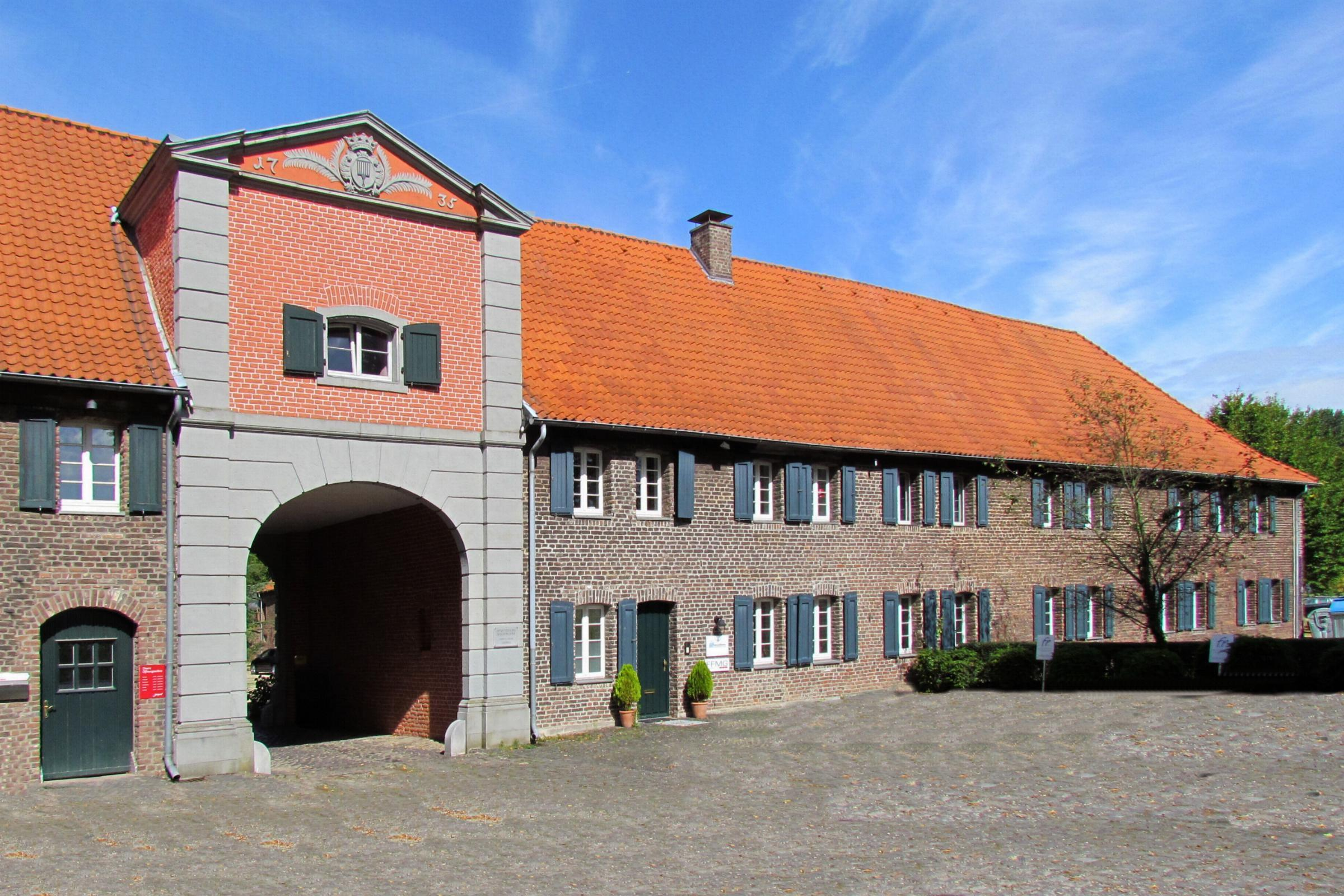
Haus Meer, 1804 erworben

Bei der Gründung der Rheinischen Ritterschaft war die Familie von der Leyen zu Bloemersheim 1837 Gründungsmitglied. In der Seidenfabrikation betätigten sich inzwischen auch Konkurrenten wie der – ebenfalls mennonitische – Cornelius de Greiff mit Erfolg. 1857 starb mit Gustav Heinrich Freiherr von der Leyen der letzte Seidenproduzent und Seidenkaufmann der Familie, dem die Wiederbelebung der Firma nicht mehr erfolgreich gelungen war. Seine Witwe Mathilde veräußerte das Industrievermögen, zog sich auf ihre Landgüter zurück und starb 1903. Ihr Sohn Friedrich Ludwig von der Leyen († 1935) machte sich in der Region in politischen, karitativen und anderen öffentlichen Bereichen verdient. Sein Sohn Joachim Freiherr von der Leyen fiel 1945 in der Endphase des Zweiten Weltkriegs und dessen Witwe Huberta übernahm die Verwaltung der Betriebe in Bloemersheim und Haus Meer. Der Sohn Friedrich Heinrich Freiherr von der Leyen übernahm 1970 die Bewirtschaftung und intensivierte die Sparten Obstbau, Landwirtschaft und Forst. 1992 wurde der Landwirtschafts- und Obstbaubetrieb Schloss Dyck/Nikolauskloster hinzugepachtet. Heute werden die landwirtschaftlichen Betriebe durch Friedrich Freiherr von der Leyen zu Bloemersheim verwaltet.

## Wappen
Das Wappen der Herren von der Leyen zeigt im blau-silbern geteilten Schild oben drei goldene Sterne nebeneinander, unten einen naturfarbenen Kranich, der in der erhobenen Kralle einen Stein hält, auf grünem Rasen. Durch den Stein des wachenden Kranichs kann es als redendes Wappen gedeutet werden, da Leye unter anderem Stein bedeutet. Auf dem Helm mit blau-silbernen Decken drei (blau, silbern, blau) Straußenfedern. Schildhalter sind zwei gekrönte schwarze Adler (Reminiszenz an Preußen, als königliches Gnadenzeichen).
Das freiherrliche Wappen ist geviert mit rotem Herzschild, darin drei (2:1) schwarze Schindeln (auch Leyen genannt). Feld 1 und 4 wie das einfache adlige Wappen, Feld 2 und 3 in Gold ein schwarzer Fels (auch Leye genannt). Auf dem Schild zwei Helme; rechts wie beim adligen Wappen, der zweite mit schwarz-goldenen Decken zeigt einen schwarzen Adlerflug (ebenfalls Reminiszenz an Preußen). Schildhalter ebenfalls zwei gekrönte schwarze Adler.

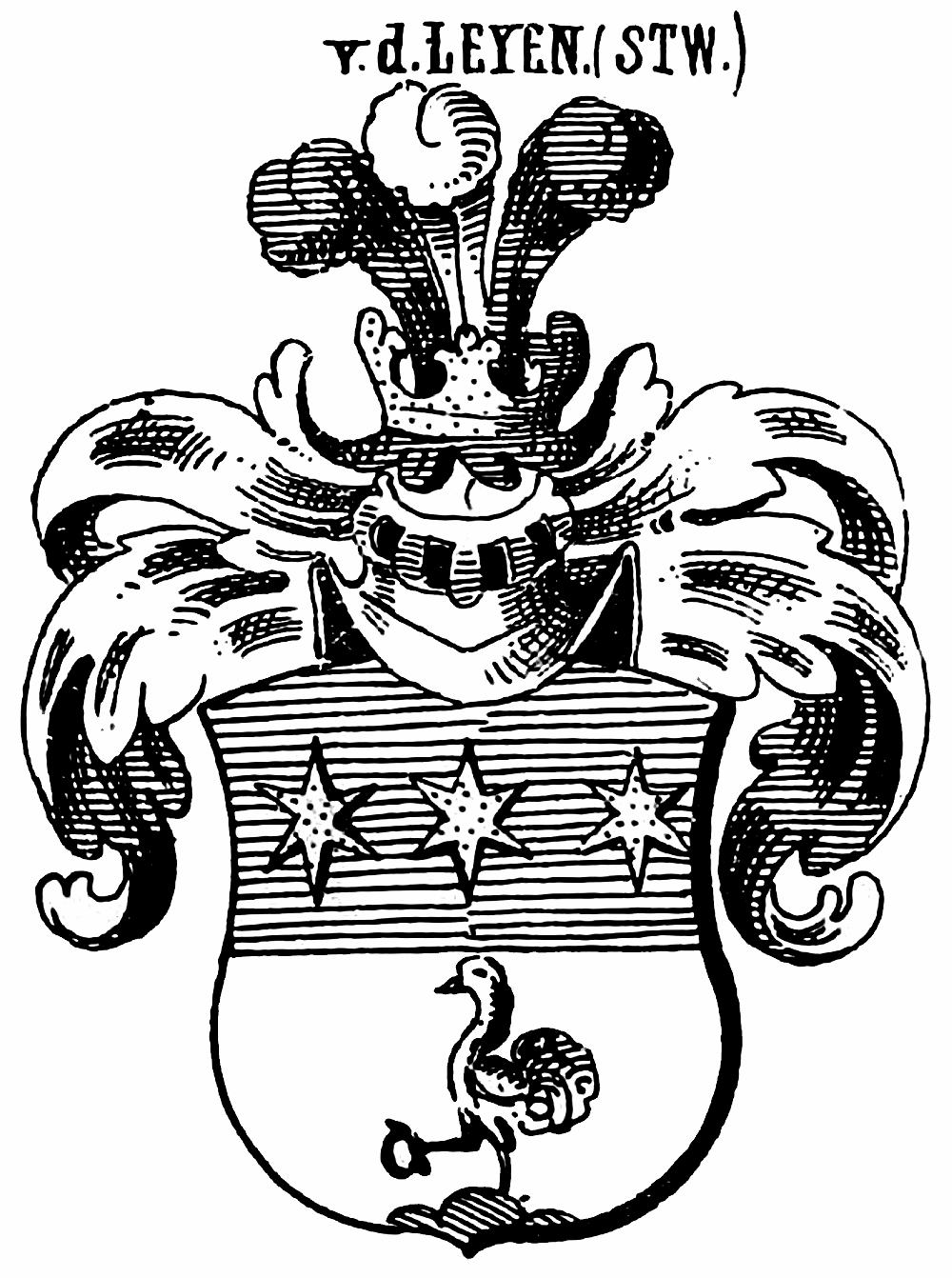
Stammwappen der Herren von der Leyen
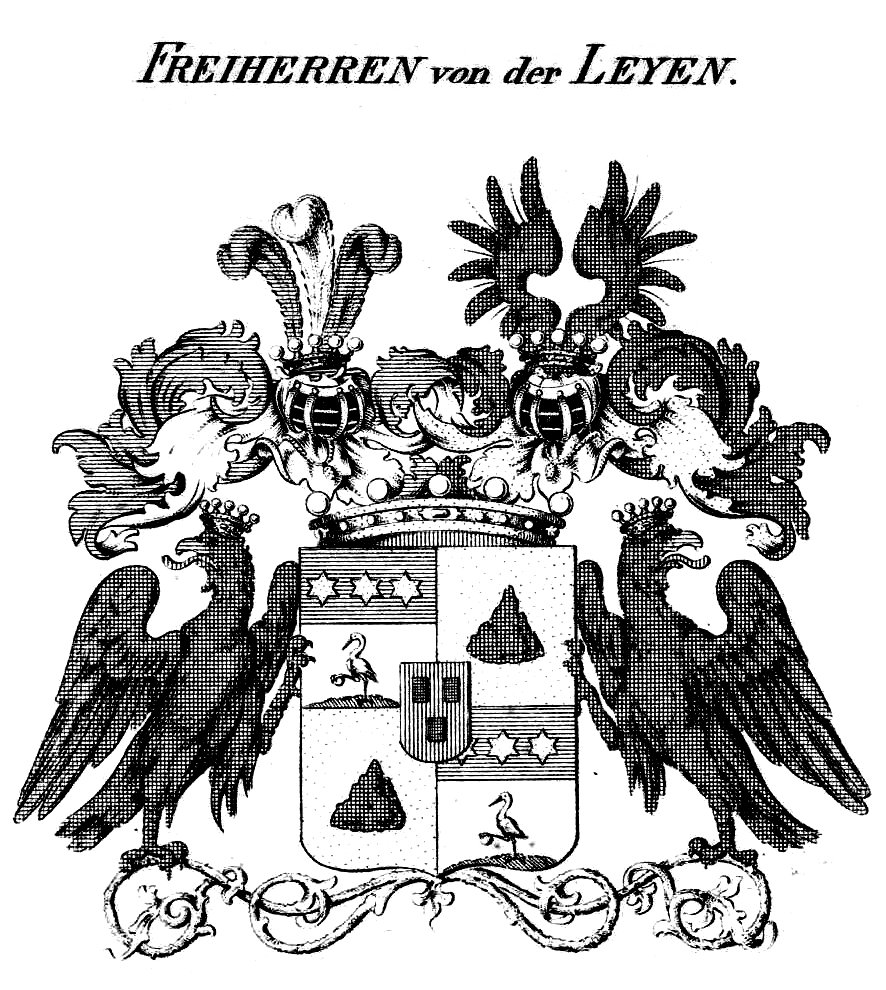
Wappen der Freiherren von der Leyen

## Bekannte Familienmitglieder
- Adolf von der Leyen (1624/25–1698)
- Friedrich von der Leyen (1701–1778), Seidenkaufmann
- Friedrich Heinrich Freiherr von der Leyen (1769–1825), der „Seidenbaron“
- Friedrich von der Leyen-Bloemersheim (1854–1935), Landrat
- Friedrich von der Leyen (1873–1966), deutscher Germanist
- Helene von der Leyen (1874–1950), deutsche Porträtmalerin
- Ruth von der Leyen (1888–1935), deutsche Wohlfahrtspflegerin
- Joachim Freiherr von der Leyen (1897–1945), Ziviler Kommandant (Kreishauptmann) in Lemberg während des Holocaust
- Heiko von der Leyen (* 1955), Arzt und Hochschullehrer, Ehemann von Ursula von der Leyen (* 1958), Politikerin.
- Katharina von der Leyen (* 1964) Schriftstellerin und freie Journalistin.

## Weiterevon der Leyens
- siehe von der Leyen (Begriffsklärung)
- Es besteht keine Verwandtschaft zwischen der 1813 geadelten Krefelder Seidenweberfamilie (den untitulierten von der Leyen bzw. freiherrlichen von der Leyen zu Bloemersheim) und dem von der Mosel stammenden Uradelsgeschlecht der Freiherren, ab 1711 Reichsgrafen und ab 1806 Fürsten von der Leyen, die von 1806 bis 1815 das souveräne Fürstentum von der Leyen regierte. In der Umgebung der Mosel traten außerdem mehrere weitere Adelsfamilien auf, die sich „von Leyen“ oder „von der Leyen“ nannten, sich jedoch alle durch ihre Wappen unterscheiden (von der Leyen aus Ürzig, von Leyen von Ockenfels, von Leyen von Burg Layen in Rümmelsheim).

## Weblinks

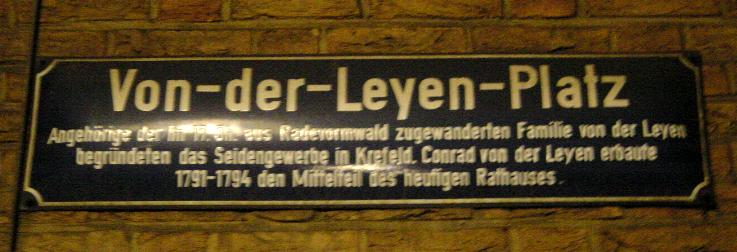
Von-der-Leyen-Platz in Krefeld